# Bedrijventerrein de Vrolijkheid

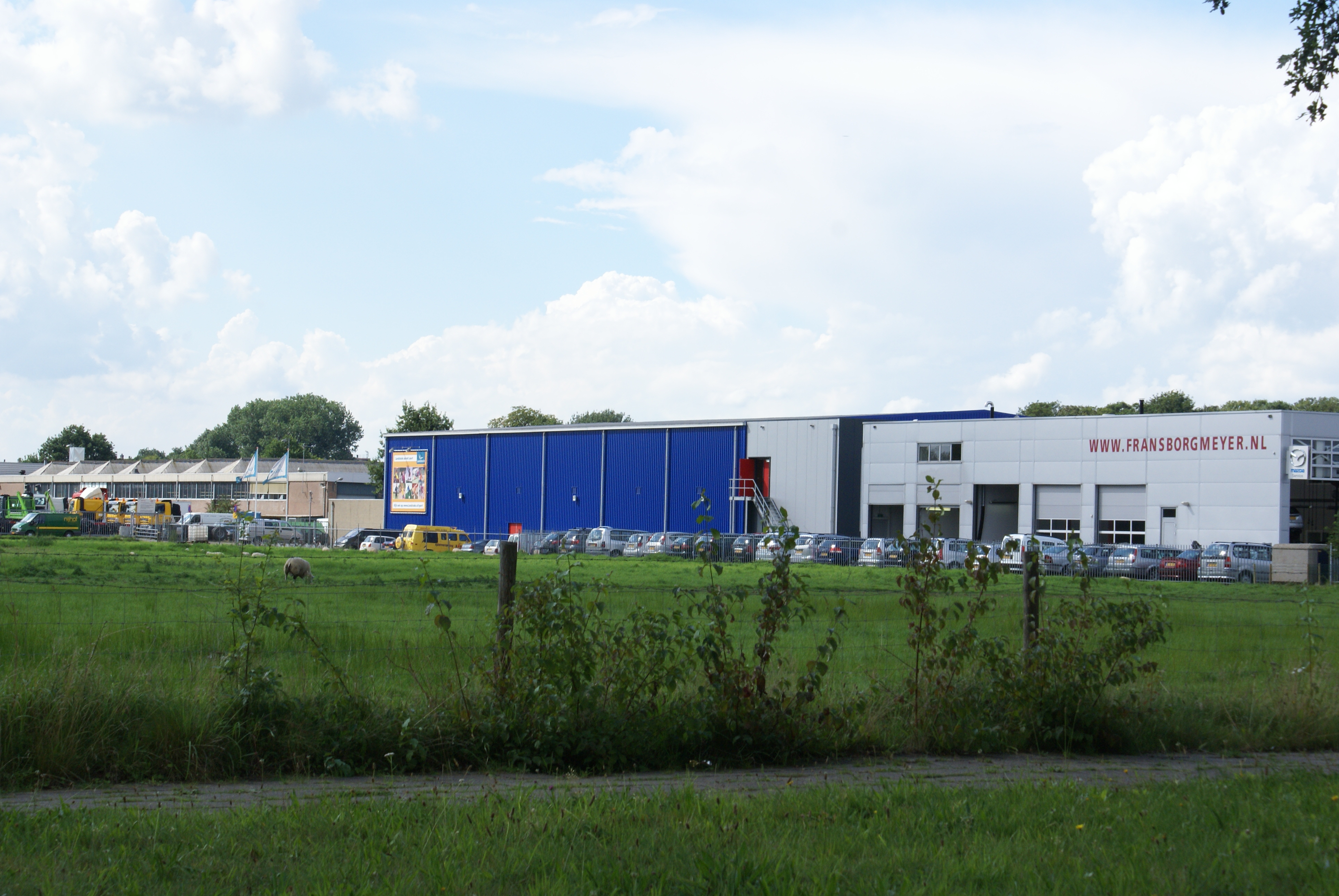
Bedrijventerrein De Vrolijkheid in Zwolle

De Vrolijkheid is een buurt in de Overijsselse hoofdstad Zwolle. Deze buurt ligt in de wijk Berkum. De Vrolijkheid ligt tussen de woonwijk Berkum, de Ceintuurbaan en de A28. Op het bedrijventerrein in deze buurt zijn vooral veel autodealers en -showrooms gevestigd. Het bedrijventerrein werd in de jaren 1960 in gebruik genomen, omdat Zwolle zich in die periode meer ging profileren als nijverheidsstad.

## Geschiedenis
Reeds op landkaarten uit 1781 (zoals op de Kaart van Hottinger) stond de benaming De Vrolykheid aangegeven, lang voordat er een bedrijventerrein was.

### Knooppunt
De Vrolijkheid ontstond bij het knooppunt gevormd door de brug van de weg naar Berkum over de waterloop de Westerveldse Aa. Tegenwoordig is dit deel van de Westerveldse Aa gedempt, de weg naar Berkum bestaat nog steeds. De laaggelegen gebieden langs de Westerveldse Aa vormde de natuurlijke grens van de oude stad Zwolle en Zwollerkerspel.

### Van herberg naar partycentrum
Op de overgang van deze gebieden en op de grens van deze plaatsen stonden vaak herbergen, zo ook hier. Dit soort herbergen waren ontmoetingsplekken voor kooplieden en reizigers, maar ook plekken waar stedelingen en plattelandsbewoners elkaar troffen. De herberg De Vrolijkheid die er ooit stond (al in 1865 is er sprake van een herberg aldaar, aanvankelijk bestaande uit een boerderijgebouw, later Uitspanning De Vrolijkheid genoemd, en waar weer veel later pas een café in werd geopend rond 1960) is tegenwoordig een café-restaurant annex partycentrum. Iets verderop lag Sportpark De Vrolijkheid, waar tussen 1923 en 1996 werd gevoetbald door PEC, Zwolsche Boys en CSV '28. Dit sportterrein was genoemd naar de vroegere uitspanning.

### Bestemmingsplannen
In 1962 werd het bestemmingsplan van het gebied gewijzigd en werd het eerdere bestemmingsplan "Ceintuurbaan-Noord" uit 1960 geheel herzien en vervangen door een nieuw bestemmingsplan "De Vrolijkheid" waarmee het gebied werd aangegeven als een terrein waar lichtere bedrijfsmatige activiteiten konden worden ontwikkeld. In 1996 werd een deel van het huidige bedrijventerrein ingericht voor de autobranche. Volgens bestemmingsplan 2010-2011 is in het gebied ook een nieuw gemeentelijk zwembad gepland. Inmiddels is dat plan gerealiseerd. Ook de Marechaussee krijgt er huisvesting, net als de school Landstede. De toegang tot de Ceintuurbaan is geheel gerenoveerd anno 2012 hetgeen gepaard ging met verlegging van de aansluitweg en verplaatsing van een benzinestation.

### Heden
De Vrolijkheid als buurt heeft inmiddels diverse functies:
- Lichte industrie
- Autobedrijven (garages, dealers)
- Horeca (Café-Restaurant 'De Vrolijkheid', en een geplande foodcourt)
- Leisure (zwembad, sport)
- Onderwijs (school)

Wijken: Aa-landen · Assendorp · Berkum · Binnenstad · Diezerpoort · Hanzeland · Holtenbroek · Ittersum · Kamperpoort-Veerallee · Marsweteringlanden · Poort van Zwolle · Schelle · Soestweteringlanden · Stadshagen · Vechtlanden · Westenholte · Wipstrik

Buurten: Aalanden-Midden · -Noord · -Oost · -Zuid · Bagijneweide · Berkum · Binnenstad-Noord · -Zuid · Bollebieste · Breecamp · Breezicht · Brinkhoek · De Tippe · Dieze-Centrum · Frankhuis · Gerenbroek · Gerenlanden · Geren · Haerst · Hanzeland · Harculo en Hoog-Zuthem · Herfte · Het Noorden · Hogenkamp · Holtenbroek I · II · III · IV · Indische Buurt · Ittersumerbroek · Ittersumerlanden · Kamperpoort  · Katerveer-Engelse Werk · Langenholte · Mastenbroek · Meppelerstraatweg-Zuid · Milligen · Nieuw-Assendorp · Noordereiland · Oldenelerbroek · Oldenelerlanden-Oost · -West · Oud-Assendorp · Oud-Westenholte · Oud Ittersum · Oud Schelle · Pierik · Schelle-Zuid en Oldeneel · Schellerbroek · Schellerhoek · Schellerlanden · Schildersbuurt · Schoonhorst · Spoolde · Stadsbroek · Stationsbuurt · Tolhuislanden · Veerallee · Veldhoek · Vreugderijk · Werkeren · Westenholte-Stins · Wezenlanden · Wijthmen · Windesheim · Wipstrik-Noord · -Zuid · Zwolle-Zuid

Bedrijventerreinen: Floresstraat · Hanzeland · Hessenpoort · Marslanden (-Noord · -Zuid) · Oosterenk · Voorst (Voorst-A · Voorst-B · Voorst-C) · Voorsterpoort · De Vrolijkheid